# Canton de Spincourt
Le canton de Spincourt est une ancienne division administrative française, qui était située dans le département de la Meuse et la région Lorraine.
Le canton est créé en 1790 sous la Révolution française comme canton de Gauraincourt. En 1801, lors de la création des arrondissements, la structure change de chef-lieu et devient le canton de Spincourt. À la suite du redécoupage cantonal de 2014, le canton est supprimé.

## Géographie
Ce canton est organisé autour du chef-lieu Spincourt et fait partie intégralement de l'arrondissement de Verdun. Son altitude varie de 196 m (Saint-Laurent-sur-Othain) à 391 m (Dommary-Baroncourt) pour une altitude moyenne de 249 m. Sa superficie est de 289 km2.

## Histoire
Le canton de Gauraincourt fait partie du district d'Etain, créé par le décret du 30 janvier 1790.
Après la suppression des districts en 1795, le canton intègre l'arrondissement de Montmédy lors de la création de celui-ci en 1801. La structure change de chef-lieu et devient le canton de Spincourt.
Le redécoupage des arrondissements de 1926 affecte le canton. L'arrondissement de Montmédy est supprimé et le canton se voit rattaché à l'arrondissement de Verdun.
Au 1er janvier 1997, la commune de Han-devant-Pierrepont quitte la Meuse et se voit rattachée au canton de Longuyon, en Meurthe-et-Moselle.
À la suite du redécoupage cantonal de 2014, le canton est supprimé. Toutes les communes se retrouvent intégrées dans le nouveau canton de Bouligny.

## Composition
Le canton de Spincourt réunit les 22 communes de :
| Nom                      | Code Insee | Intercommunalité           | Superficie (km2) | Population (dernière pop. légale) | Densité (hab./km2) |
| ------------------------ | ---------- | -------------------------- | ---------------- | --------------------------------- | ------------------ |
| Spincourt (chef-lieu)    | 55500      | CC de Damvillers Spincourt | 27,28            | 837 (2014)                        | 31                 |
| Amel-sur-l'Étang         | 55008      | CC de Damvillers Spincourt | 14,74            | 175 (2014)                        | 12                 |
| Arrancy-sur-Crusnes      | 55013      | CC de Damvillers Spincourt | 20,16            | 491 (2014)                        | 24                 |
| Billy-sous-Mangiennes    | 55053      | CC de Damvillers Spincourt | 24,66            | 380 (2014)                        | 15                 |
| Bouligny                 | 55063      | CC Cœur du Pays-Haut       | 10,99            | 2 612 (2014)                      | 238                |
| Dommary-Baroncourt       | 55158      | CC de Damvillers Spincourt | 12,49            | 778 (2014)                        | 62                 |
| Domremy-la-Canne         | 55162      | CC de Damvillers Spincourt | 3,09             | 34 (2014)                         | 11                 |
| Duzey                    | 55168      | CC de Damvillers Spincourt | 5,77             | 45 (2014)                         | 7,8                |
| Éton                     | 55182      | CC de Damvillers Spincourt | 11,11            | 206 (2014)                        | 19                 |
| Gouraincourt             | 55216      | CC de Damvillers Spincourt | 5,45             | 51 (2014)                         | 9,4                |
| Loison                   | 55299      | CC de Damvillers Spincourt | 14,18            | 117 (2014)                        | 8,3                |
| Mangiennes               | 55316      | CC de Damvillers Spincourt | 18,21            | 397 (2014)                        | 22                 |
| Muzeray                  | 55367      | CC de Damvillers Spincourt | 8,24             | 133 (2014)                        | 16                 |
| Nouillonpont             | 55387      | CC de Damvillers Spincourt | 10,12            | 236 (2014)                        | 23                 |
| Pillon                   | 55405      | CC de Damvillers Spincourt | 15,41            | 278 (2014)                        | 18                 |
| Rouvrois-sur-Othain      | 55445      | CC de Damvillers Spincourt | 12,22            | 202 (2014)                        | 17                 |
| Saint-Laurent-sur-Othain | 55461      | CC de Damvillers Spincourt | 16,79            | 503 (2014)                        | 30                 |
| Saint-Pierrevillers      | 55464      | CC de Damvillers Spincourt | 11,12            | 163 (2014)                        | 15                 |
| Senon                    | 55481      | CC de Damvillers Spincourt | 19,89            | 323 (2014)                        | 16                 |
| Sorbey                   | 55495      | CC de Damvillers Spincourt | 12,42            | 261 (2014)                        | 21                 |
| Villers-lès-Mangiennes   | 55563      | CC de Damvillers Spincourt | 8,23             | 77 (2014)                         | 9,4                |
| Vaudoncourt              | 55535      | CC de Damvillers Spincourt | 6,02             | 77 (2014)                         | 13                 |

## Représentation

### Conseillers d'arrondissement (de 1833 à 1940)
Le canton de Spincourt avait deux conseillers d'arrondissement.
Il appartenait à l'arrondissement de Montmédy jusqu'à sa disparition en 1926.
| Période                                  | Période      | Identité                                                          | Étiquette      | Qualité |
| ---------------------------------------- | ------------ | ----------------------------------------------------------------- | -------------- | --- |
| 1833                                     | 1836         | Jean Louis Bonamy (1782-1858)                                     |                | Marchand de bois à Mangiennes                                                                               |
| 1833                                     | 1871         | Jean Baptiste Verdun (1796-1886)                                  |                | Propriétaire, marchand de bois, maire de Billy                                                              |
| 1836                                     | 1856 (décès) | François Claude Didion (1786-1856)                                |                | Officier de santé, propriétaire à Muzeray                                                                   |
| 1856                                     | 1861         | Jean-Louis-Pierre Bonamy-Estienne (1817-1890, fils de J.L.Bonamy) |                | Rentier à Mangiennes                                                                                        |
| 1861                                     | 1870         | Jean-Louis Siterlet                                               |                | Notaire à Spincourt                                                                                         |
| 1871                                     | 1901         | Auguste Nicolas Baudot                                            |                | Notaire à Billy, Président du Conseil d'arrondissement                                                      |
| 1871                                     | 1902 (décès) | Louis Baldé                                                       |                | Propriétaire, maire de Sorbey, Président du Conseil d'arrondissement                                        |
| 1901                                     | 1907         | Florent-Alexis Maquart                                            |                | Propriétaire, maire de Spincourt                                                                            |
| Mars 1902                                | 1919         | Alfred Didry                                                      | ARD, PRD, PRDS | Propriétaire, maire d'Éton (1900-1935)                                                                      |
| 1907                                     | 1913         | Eugène Saint-Rémy                                                 |                | Industriel, maire de Mangiennes                                                                             |
| 1913                                     | 1925         | Amédée-Anatole Margot                                             |                | Notaire, adjoint au maire de Billy-sous-Mangiennes                                                          |
| 1919                                     | 1931         | Pierre Comon                                                      |                | Propriétaire à Saint-Pierrevillers                                                                          |
| 1925                                     | 1931         | Adrien-Joseph Antoine                                             |                | Vétérinaire à Mangiennes                                                                                    |
| 1931                                     | 1937         | Maurice François                                                  | RG             | Cultivateur, maire de Gouraincourt                                                                          |
| 1931                                     | 1937         | Louis Monnaux                                                     |                | Agriculteur, maire de Saint-Laurent-sur-Othain                                                              |
| 1937                                     | 1940         | Marcel Naudin                                                     |                | Commerçant à Spincourt                                                                                      |
| 1937                                     | 1940         | M. Noirjean                                                       |                | Cultivateur, maire d'Houdelaucourt-sur-Othain                                                               |
| 1940                                     |              |                                                                   |                | Les conseils d'arrondissement ont été suspendus par la loi du 12 octobre 1940 et n'ont jamais été réactivés |
| Les données manquantes sont à compléter. |              |                                                                   |                | |

### Conseillers généraux de 1833 à 2015
| Période                                  | Période               | Identité                                                | Étiquette                | Qualité |
| ---------------------------------------- | --------------------- | ------------------------------------------------------- | ------------------------ | --- |
| Les données manquantes sont à compléter. |                       |                                                         |                          | |
| 1833                                     | 1840 (décès)          | Pierre François Launois (1764-1840)                     |                          | Avocat, propriétaire à Saint-Pierrevillers Adjoint au maire de Bar-le-Duc                                                                                              |
| 1840                                     | 1848                  | Jean François Louis Jeantin                             |                          | Avoué, substitut, président du tribunal civil |
| 1848                                     | 1852                  | Pierre Justin Launois (1802-1878) (fils de P.F.Launois) |                          | Exploitant agricole, propriétaire à Saint-Pierrevillers Capitaine de la garde nationale                                                                                |
| 1852                                     | 1861                  | Nicolas Humbert                                         |                          | Imprimeur, propriétaire |
| 1861                                     | 1870                  | Jean Louis Pierre Bonamy-Estienne                       |                          | Propriétaire à Mangiennes, conseiller d'arrondissement |
| 1870                                     | 1871                  | Jean Louis Siterlet                                     |                          | Notaire à Spincourt, conseiller d'arrondissement |
| 1871                                     | novembre 1878 (décès) | Eugène Billy (1830-1878)                                | Union Républicaine       | Propriétaire à Spincourt Député (1871-1877 et 1878) Maire de Spincourt (1871-1878)                                                                                     |
| décembre 1878                            | 1880                  | Gabriel Antoine Royer (1825-1898)                       | Union Républicaine       | Chef de bataillon en retraite Député (1879-1898) Maire de Spincourt (1878-1898)                                                                                        |
| 1880                                     | 1918 (décès)          | Alexandre Didion (1845-1918)                            | Républicain progressiste | Docteur en médecine Maire de Muzeray |
| 1918                                     | 1919                  | siège vacant                                            |                          | |
| 1919                                     | 1937 (décès)          | Alfred Didry                                            | AD-RDG                   | Agriculteur Maire d'Éton (1900-1935), conseiller d'arrondissement Député (1924-1932)                                                                                   |
| 1937                                     | nov. 1937 (décès)     | Maurice François                                        | RG                       | Cultivateur Maire de Gouraincourt, conseiller d'arrondissement |
| 1938                                     | 1940                  | Louis Victor Chils                                      | RG                       | Boulanger Maire de Bouligny |
|                                          |                       |                                                         |                          | |
| 1945                                     | 1967                  | Marcel Naudin                                           | DVD                      | Boucher à Spincourt, ancien conseiller d'arrondissement |
| 1967                                     | 1998                  | Daniel Mayer (1927-2008)                                | PCF                      | Instituteur puis directeur d'école Maire de Bouligny (1959-1995) Président de la CC du Bassin de Landres (1995-2004) Premier conseiller général communiste de la Meuse |
| 1998                                     | 2015                  | Jean-Marie Missler                                      | DVD                      | Enseignant Maire de Saint-Pierrevillers (depuis 2001) Président de la CC du Pays de Spincourt Elu en 2015 dans le Canton de Bouligny                                   |

## Démographie
| 1962   | 1968   | 1975  | 1982  | 1990  | 1999  | 2006  | 2011  | 2012  |
| ------ | ------ | ----- | ----- | ----- | ----- | ----- | ----- | ----- |
| 12 077 | 10 731 | 9 537 | 8 677 | 7 541 | 7 399 | 8 031 | 8 469 | 8 417 |